# William Burley Lockwood

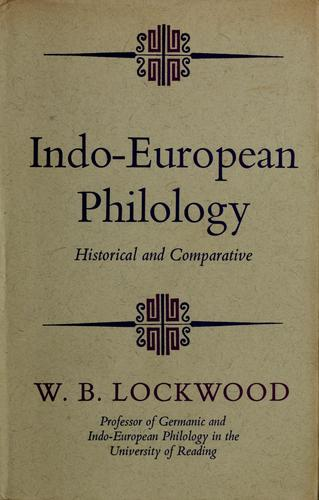
Cubierta de su Indo-European Philology Historical and Comparative, 1969.

William Burley Lockwood  (13 de abril de 1917 - 30 de abril de 2012) fue un profesor de filología germánica e indoeuropea y lingüista británico.

## Biografía
Tras salir de la escuela trabajó en un hotel, en los ferrocarriles y en un empleo informal en Frankfurt cuando estalló la Crisis de los Sudetes en 1938. Al año siguiente se trasladó a Inglaterra y estudió en las Universidades de Manchester y Bristol, obteniendo una particular distinción en alemán. Trabajó brevemente en la Universidad de Durham (1945) y luego enseñó en la de Birmingham hasta que en 1961 fue invitado a presidir la cátedra de Filología Comparada en la Humboldt-Universität de Berlín Oriental; pero en ese año se levantó el famoso Muro de Berlín y tras cuatro años de creciente desilusión política volvió a Occidente. Un año más tarde fue invitado a ocupar un puesto especialmente establecido para él en la Universidad de Reading, que se volvió cátedra en 1968, y permaneció en ella hasta su jubilación en 1982. De extensos y profundos conocimientos, fueron proverbiales tanto su fobia a la tecnología y a las tareas administrativas como su contagioso entusiasmo por resolver cualquier problema erudito, lingüístico o etimológico.

## Obras (incompleto)
- An Informal History of the German Language (1965, 2nd edn. 1976).
- Historical German Syntax (1968).
- A Panorama of Indo-European Languages (1972).
- Languages of the British Isles Past and Present (1975).
- An Introduction to Modern Faroese (1977, 4th edn. 2002).
- The Oxford Dictionary of British Bird Names (1984, 2nd edn. 1993).
- German Today: The Advanced Learner's Guide (1987).
- Lehrbuch der modernen jiddischen Sprache (1995).
- An Informal Introduction to English Etymology (1995).

- Datos: Q8006168